# Dioro (Burkina Faso)
Pour les articles homonymes, voir Dioro.
Ne doit pas être confondu avec Dioro-Folgou.
Dioro, également appelé Diéro, est une commune rurale située dans le département de Thion de la province de la Gnagna dans la région de l'Est au Burkina Faso.

## Géographie
Dioro est situé à 5 km au Sud de Thion, le chef-lieu du département, sur la route départementale 144.

## Santé et éducation
Le centre de soins le plus proche de Dioro est le centre de santé et de promotion sociale (CSPS) de Thion.